# Bolesław Bednarek
Bolesław Bednarek (ur. 18 kwietnia 1926 w Palmierowie, zm. 1990) – polski inżynier elektryk, poseł na Sejm PRL IV kadencji.

## Życiorys
Uzyskał wykształcenie wyższe, z zawodu inżynier elektryk. Pracował jako kierownik ruchu elektrycznego w elektrowni „Adamów” w Turku. W 1965 pełnił funkcję prezesa koła Stowarzyszenia Elektryków Polskich przy elektrowni. W 1965 uzyskał mandat posła na Sejm PRL w okręgu Kalisz z ramienia Polskiej Zjednoczonej Partii Robotniczej. W parlamencie zasiadał w Komisji Planu Gospodarczego, Budżetu i Finansów.
Pochowany na cmentarzu parafialnym w Przeźmierowie.

## Odznaczenia
- Srebrny Krzyż Zasługi (1955)[3]
- Odznaka 1000-lecia Państwa Polskiego (1966)[4]